# Peter Wall (Bischof)
Peter Wall OP († 1568) war ein römisch-katholischer irischer Geistlicher und Dominikaner.
Papst Paul IV. ernannte ihn am 4. Mai 1556 zum Diözesanbischof von Clonmacnoise in Irland. Am 5. Juli 1556 wurde er in der Sixtinische Kapelle zum Bischof geweiht.